# TTL 7407

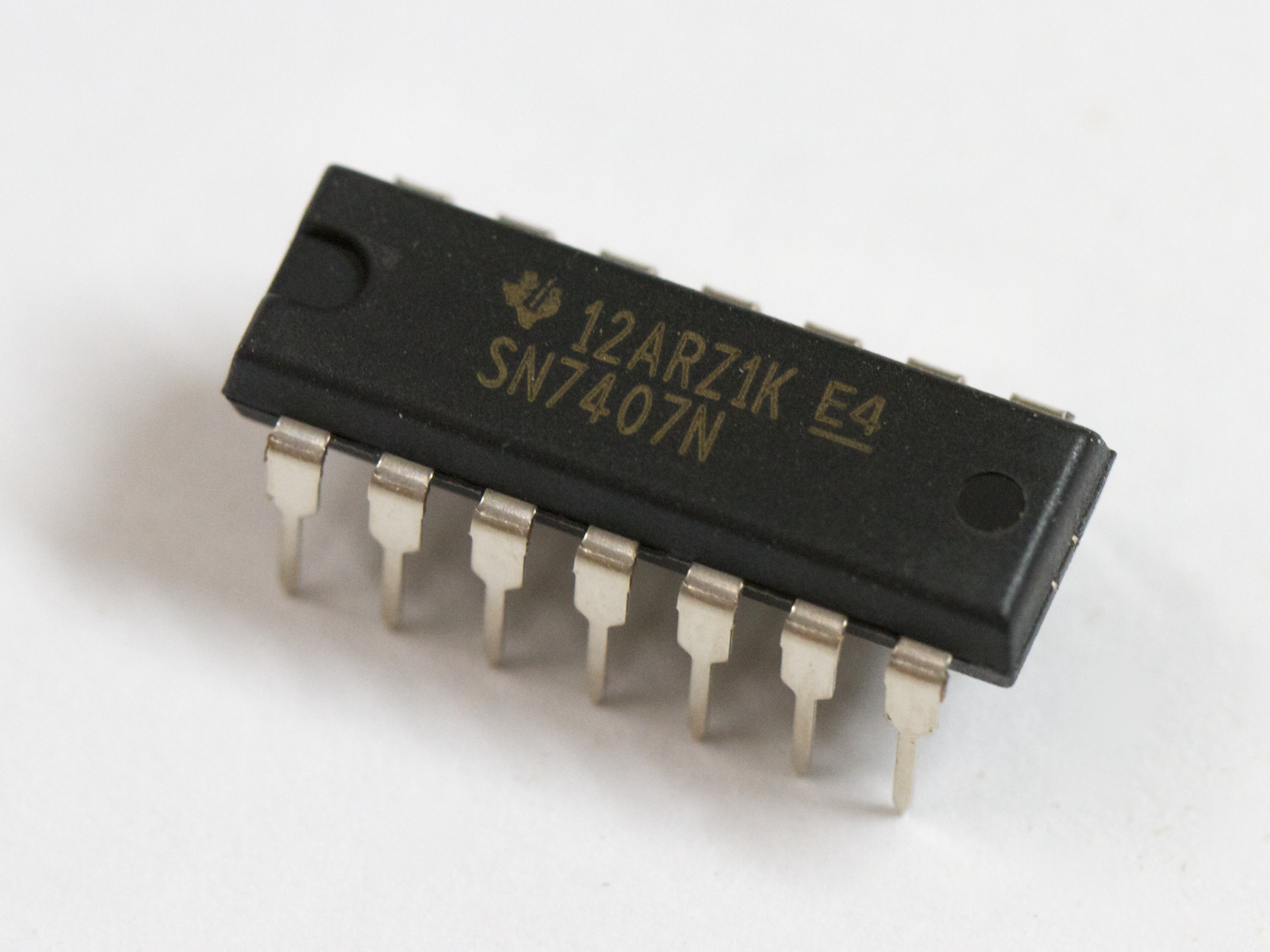
Circuito integrado SN7407N da Texas Instruments

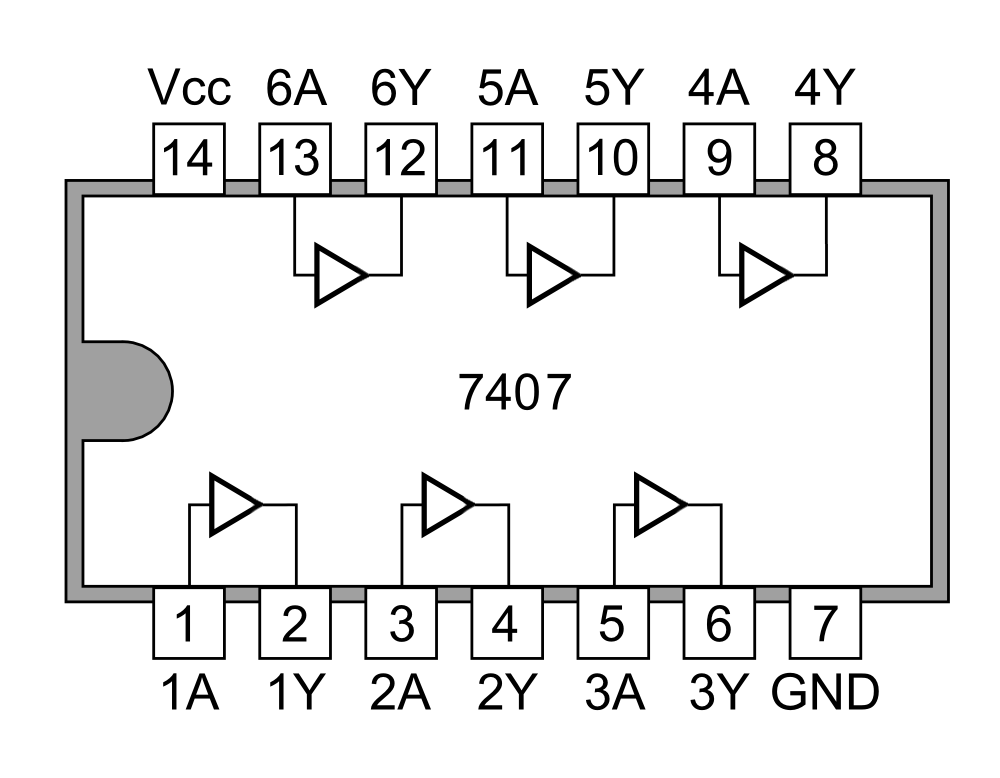
Diagrama de pinos de um circuito integrado 7407

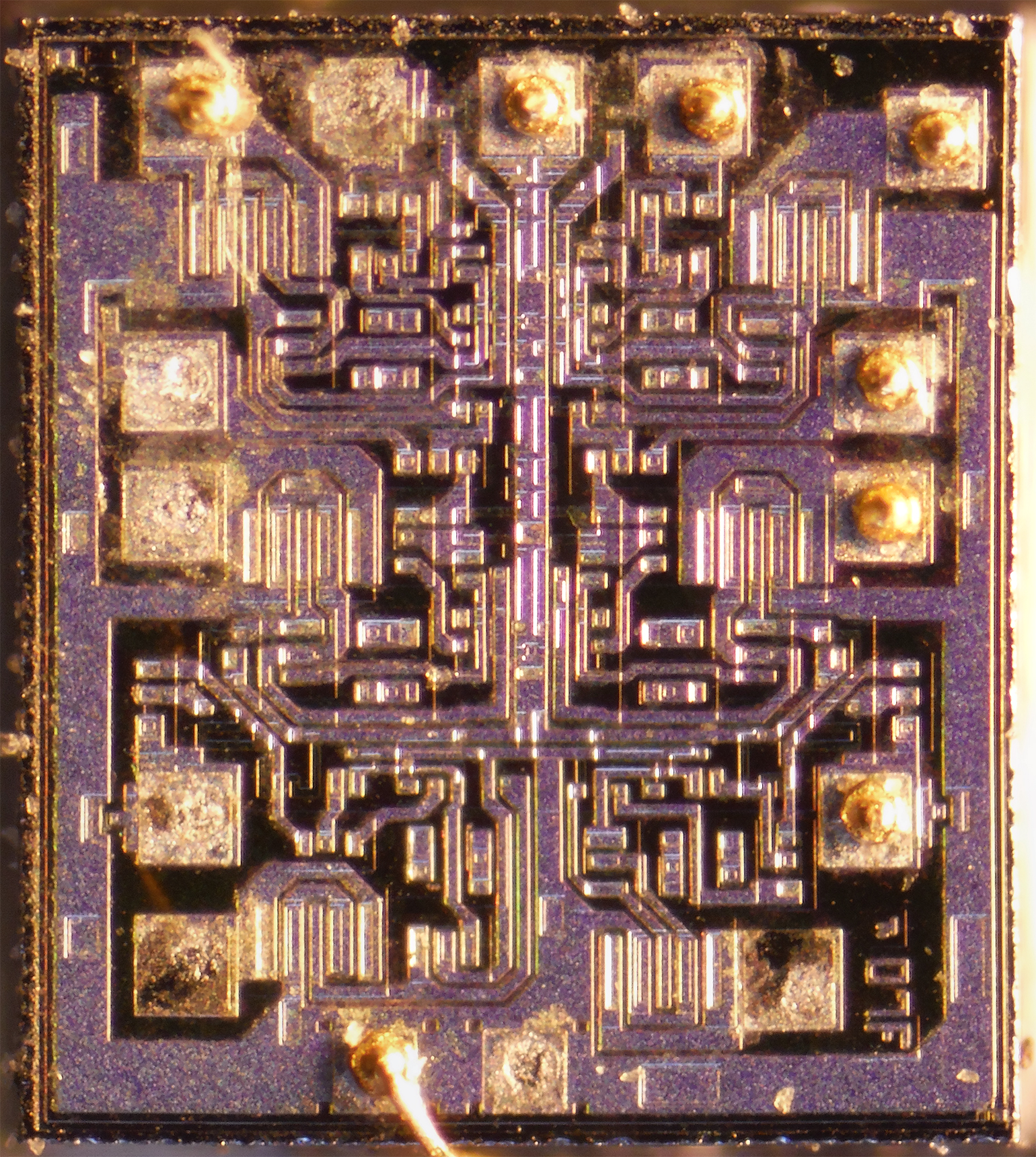
O DIE exposto de um 7407

O circuito integrado TTL 7407 é um dispositivo TTL encapsulado em um invólucro DIP de 14 pinos que contém seis buffers/drivers com saídas em coletor aberto de alta voltagem (máxima de 30V). O dispositivo converte voltagens em níveis TTL para níveis MOS. O consumo médio por circuito integrado é da ordem de 30mA.

## Tabela-verdade
{\displaystyle Y=A}
| A (entrada) | Y (saída) |
| ----------- | --------- |
| L           | L         |
| H           | H         |

H (nível lógico alto)
L (nível lógico baixo)